# Partido Comunista Italiano
O Partido Comunista Italiano (em italiano: Partito Comunista Italiano, PCI) é a denominação assumida a partir 15 de maio de 1943, pelo Partido Comunista da Itália (em italiano, Partito Comunista d'Italia), secção italiana da Terceira Internacional.

## História
O PCI nasceu em 21 de janeiro de 1921, de uma cisão da esquerda do Partido Socialista Italiano (PSI), liderada por Amadeo Bordiga e Antonio Gramsci, que abandonaram o Teatro Goldoni, em Livorno, durante o XVII Congresso Socialista, convocando o congresso constitutivo do novo partido, no Teatro San Marco.
Nos seus primeiros anos, o partido foi dominado por uma tendência maioritária, mais à esquerda, constituída em torno de Amadeo Bordiga. Assim como os comunistas russos, o Partido Comunista da Itália tinha como objetivos destruir o Estado burguês, abolir o capitalismo e realizar o comunismo através da revolução e da ditadura do proletariado, nos termos definidos por Lenin. Mas, por ocasião do seu III Congresso, realizado clandestinamente em janeiro de 1926, na cidade de Lyon, ocorre uma decisiva mudança de orientação, com a aprovação das chamadas Teses de Lyon, de Gramsci, após o que a esquerda de Bordiga passa a ser minoritária, acusada de sectarismo, sendo posteriormente expulsa do partido, em 1930, sob a acusação de trotskismo. A vitória fulgurante de Gramsci em 1926, porém, é logo impedida por sua prisão pelo governo fascista, e Gramsci torna-se o principal prisioneiro de Mussolini.
O partido contribui para a luta contra o regime fascista, através da sua participação na Resistência italiana e, em 1943, altera a sua denominação, após a dissolução da III Internacional. No pós-guerra, em 1948, renuncia à tomada violenta do poder e, a partir de 1956, adota a "via italiana para o socialismo" - a via parlamentar, formulada por Palmiro Togliatti, secretário do partido desde a prisão de Gramsci.
Na década de 1970, o PCI será um dos principais expoentes do eurocomunismo, uma corrente de oposição ao stalinismo, favorável ao pluralismo político, com respeito à democracia ocidental. Não obstante um gradual distanciamento em relação ao PCUS, promovido sobretudo por Enrico Berlinguer - sucessor de Luigi Longo na direção do Partido - o Partido Comunista Italiano permaneceu por muito tempo ligado à União Soviética e manteve relações com todos os partidos comunistas do chamado bloco comunista. Mesmo após a manifestação pública das suas divergências com o Partido Comunista da União Soviética, continuou a ser subsidiado pela URSS. Somente no período 1971-1990, o PCI teria recebido secretamente 47 milhões de dólares do governo soviético - contra 50 milhões enviados ao Partido Comunista Francês e 42 milhões, ao Partido Comunista dos Estados Unidos da América.
À medida que o PCI se fortalece, a Itália vai-se tornando um país claramente dividido entre comunistas e democratas cristãos - até então a principal força política do país. A partir do massacre da Piazza Fontana, em dezembro de 1969, o país entra nos anos de chumbo - que só deverão terminar após o atentado da gare de Bolonha, em 1980.
Em 1976, o PCI conseguiu quase 35% dos votos, tornando-se o maior partido comunista do Ocidente. Enrico Berlinguer, secretário do PCI, tenta então estabelecer um pacto para unir o país, através do chamado "compromisso histórico" com a Democracia Cristã (DC). Mas o assassinato do líder democrata cristão Aldo Moro, em maio de 1978, pelas Brigadas Vermelhas, traumatiza o país e coloca um fim à experiência de aproximação entre os dois maiores partidos da península, na época. Anos depois (em 2000), um relatório parlamentar da coalizão de centro-esquerda A Oliveira concluirá que o assassinato de Moro teria sido "apoiado pelos Estados Unidos, para impedir o PCI e, em menor grau, o PSI, de chegar ao poder na Itália". Mais precisamente, teria sido operado através da infiltração de agentes da rede Gladio nas Brigadas Vermelhas. A Gladio fazia parte de um vasto conjunto de células secretas da OTAN, que colaboravam com a CIA (stay-behinds), dentro da estratégia da tensão.
Em 1991, o PCI se dissolve, sendo sucedido pelo Partido Democrata de Esquerda (PDS, que posteriormente passou a chamar-se Democratas de Esquerda, DS), mas a ala mais radical se separa dessa decisão, criando partidos que se reclamam como continuadores do comunismo em Itália: Partido da Refundação Comunista (PRC) e o Partido dos Comunistas Italianos (PdCI).
O antigo Presidente da Itália, Giorgio Napolitano, membro dos Democratas de Esquerda, foi um dos principais expoentes do PCI a partir da década de 1950.

## Ideologia
Pertencente à Internacional Comunista, os seus primeiros objetivos foram o derrube do Estado burguês, abolição do capitalismo e a implantação do comunismo seguindo o exemplo dos comunistas russos de Lenin, isto é, através da revolução e da ditadura do proletariado.
Na segunda metade do século XX, o partido abandonou progressivamente as teses de inspiração soviética, criando a sua própria linha de ação política, o Eurocomunismo, juntamente com outros partidos comunistas europeus, como o Partido Comunista Francês ou o Partido Comunista da Espanha.

### Facções internas
Desde o início, o PCI nunca organizou nem reconheceu correntes internas, que também eram proibidas pelos estatutos (a chamada "proibição de faccionismo", que proibia a organização de minorias internas). As correntes, no entanto, gradualmente se caracterizaram até se tornarem mais identificáveis na década de 1980.
- Berlinguerismo (Enrico Berlinguer, Alessandro Natta, Giuseppe Chiarante): os berlinguerianos constituíam o centro do partido, herdeiro ideológicos de Luigi Longo. Esta corrente, composta por ex-amendolianos e ex-ingraoanos, tornou-se mais estruturada durante o consulado de Berlinguer (que a liderou). A corrente também era cautelosa com a Nova esquerda (embora menos que os melioristas), era a favor do desapego da esfera de influência da União Soviética para conseguir uma via italiana para o socialismo, uma alternativa ao stalinismo e à social-democracia. Nos anos 1980, após o fracasso do compromisso histórico com a democratas-cristãos, os berlingerianos tentaram uma alternativa democrática para moralizar o sistema partidário ("questão moral"), enquanto desenvolviam uma forte aversão ao Partido Socialista Italiano de Craxi. O centro do PCI foi então dividido no último congresso de 1989 entre a favor e contra a virada de Occhetto (moções 1 e 2), mesmo que então em uma maioria esmagadora, ele se fundiu ao PDS.[9]
- Cossuttanos (Armando Cossutta, Guido Cappelloni): os cossuttanos foram, talvez, a única corrente verdadeira do PCI, presente principalmente no aparelho burocrático do partido, por mais que incluíssem alguns ex-trabalhadores. A corrente liderada por Cossutta não queria romper o vínculo internacionalista com a União Soviética, apoiando, também, a preservação de um vínculo com todos os outros países socialistas (como Cuba). No partido, eles criticaram duramente a ação política adotada por Berlinguer durante seu consulado, enquanto lutavam contra a saída progressiva do país.[9]
- Ingraonos (Pietro Ingrao, Alberto Asor Rosa): tendo como principais valores o ambientalismo, o feminismo e o pacifismo, os ingraonos eram, por definição, os expoentes do movimento de esquerda do PCI, muito bem enraizado na Federação Juvenil Comunista Italiana e também na Confederação Geral Italiana do Trabalho. Esta corrente foi contra manobras políticas consideradas de direita e de apoio definidas como marxistas e leninistas, embora nem sempre de forma consistente.[9]
- Manifesto (Aldo Natoli, Rossana Rossanda, Luigi Pintor): corrente de origem ingraoniana, nascida em torno do jornal com o mesmo nome, foi marcada pelas duras críticas dirigidas à política da União Soviética (que culminou em 1969 com a condenação da invasão soviética da Checoslováquia), que custaram a expulsão do PCI. Estabelecido como força política independente da nova esquerda, a partir de 1974, uniu-se a outros partidos para concorrer a eleições.[9]
- Melioristas (Giorgio Napolitano): os Melioristas representavam a ala direita do partido. Herdeiros das posições de Giorgio Amendola (essencialmente orientados para uma forma de socialismo democrático e reformista e, portanto, social-democrata), os melioristas estavam enraizados na burocracia e na administração das cooperativas. Inclinado a uma melhoria reformista do capitalismo, eles não compartilhavam a política soviética (mesmo que se conformassem com ela em várias ocasiões), contrastavam com a extrema-esquerda de 1968 e 1977, mas também com as correntes mais moralistas do PCI. Apoiavam o diálogo e a ação conjunta com outros partidos à esquerda.[9]

## Apoio popular
Em toda a sua história, o PCI foi particularmente forte na Itália Central, nas chamadas "Regiões Vermelhas" de Emília-Romanha, Toscana, Úmbria e Marcas, bem como nas cidades industrializadas do norte de Itália. No entanto, o grande bastião municipal dos comunistas foi Bolonha, que foi governada continuamente pelo PCI desde 1945. Entre outras medidas, a administração local dos comunistas abordou problemas urbanos com programas de saúde bem-sucedidos para idosos, educação infantil e reforma do trânsito, além de empreender iniciativas no fornecimento de habitação social e alimentação escolar. De 1946 a 1956, o conselho comunista da cidade construiu 31 creches e pré-escolas, 896 apartamentos e 9 escolas. Os cuidados de saúde melhoraram substancialmente, iluminação pública foi instalada, novos drenos e lavandeiras municipais foram construídas e 8 000 crianças receberam refeições escolares subsidiadas. Em 1972, o então prefeito de Bolonha, Renato Zangheri, introduziu um plano de tráfego novo e inovador, com rígidas limitações para veículos particulares e uma concentração renovada em transporte público barato. Os serviços sociais de Bolonha continuaram a se expandir no início e meados da década de 1970. O centro da cidade foi restaurado, foram instituídos centros para doentes mentais para ajudar aqueles que haviam sido libertados de hospitais psiquiátricos recentemente fechados, as pessoas portadoras de deficiência receberam treinamento e encontraram empregos adequados, as atividades extracurriculares para crianças em idade escolar foram expandidas. As administrações comunistas a nível local também ajudaram na ajuda de novos negócios, além de introduzir reformas sociais inovadoras.

## Resultados Eleitorais

### Eleições legislativas
| Data | Líder             | Eleição                 | Cl.                        | Votos                      | %                          | +/-                        | Membros   | +/-    | Estatuto                      |
| ---- | ----------------- | ----------------------- | -------------------------- | -------------------------- | -------------------------- | -------------------------- | --------- | ------ | ----------------------------- |
| 1921 | Amadeo Bordiga    | Câmara dos Deputados    | 7.º                        | 304 719                    | 4,7 / 100,0                |                            | 15 / 535  |        | Oposição                      |
| 1924 | Antonio Gramsci   | Câmara dos Deputados    | 5.º                        | 268 191                    | 3,7 / 100,0                | 1,0                        | 19 / 535  | 4      | Oposição                      |
| 1929 | Banido            | Banido                  | Banido                     | Banido                     | Banido                     | Banido                     | Banido    | Banido | Banido                        |
| 1934 | Banido            | Banido                  | Banido                     | Banido                     | Banido                     | Banido                     | Banido    | Banido | Banido                        |
| 1946 | Palmiro Togliatti | Assembleia Constituinte | 3.º                        | 4 356 686                  | 18,9 / 100,0               |                            | 104 / 556 |        | Governo                       |
| 1948 | Palmiro Togliatti | Câmara dos Deputados    | Frente Democrática Popular | Frente Democrática Popular | Frente Democrática Popular | Frente Democrática Popular | 130 / 574 | 26     | Oposição                      |
| 1948 | Palmiro Togliatti | Senado                  | Frente Democrática Popular | Frente Democrática Popular | Frente Democrática Popular | Frente Democrática Popular | 50 / 237  |        | Oposição                      |
| 1953 | Palmiro Togliatti | Câmara dos Deputados    | 2.º                        | 6 120 809                  | 22,6 / 100,0               |                            | 143 / 590 | 13     | Oposição                      |
| 1953 | Palmiro Togliatti | Senado                  | 2.º                        | 6 120 809                  | 22,6 / 100,0               |                            | 56 / 237  | 6      | Oposição                      |
| 1958 | Palmiro Togliatti | Câmara dos Deputados    | 2.º                        | 6 704 454                  | 22,7 / 100,0               | 0,1                        | 140 / 596 | 3      | Oposição                      |
| 1958 | Palmiro Togliatti | Senado                  | 2.º                        | 6 704 454                  | 22,2 / 100,0               | 0,4                        | 60 / 246  | 4      | Oposição                      |
| 1963 | Palmiro Togliatti | Câmara dos Deputados    | 2.º                        | 7 767 601                  | 25,3 / 100,0               | 2,6                        | 166 / 630 | 26     | Oposição                      |
| 1963 | Palmiro Togliatti | Senado                  | 2.º                        | 6 933 842                  | 25,2 / 100,0               | 3,0                        | 84 / 315  | 24     | Oposição                      |
| 1968 | Luigi Longo       | Câmara dos Deputados    | 2.º                        | 8 557 404                  | 26,9 / 100,0               | 1,3                        | 177 / 630 | 11     | Oposição                      |
| 1968 | Luigi Longo       | Senado                  | 2.º                        | 8 583 285                  | 30,0 / 100,0               | 4,8                        | 101 / 315 | 17     | Oposição                      |
| 1972 | Enrico Berlinguer | Câmara dos Deputados    | 2.º                        | 9 072 454                  | 27,1 / 100,0               | 0,2                        | 179 / 630 | 2      | Oposição                      |
| 1972 | Enrico Berlinguer | Senado                  | 2.º                        | 8 475 141                  | 28,1 / 100,0               | 1,9                        | 94 / 315  | 7      | Oposição                      |
| 1976 | Enrico Berlinguer | Câmara dos Deputados    | 2.º                        | 12 622 728                 | 34,4 / 100,0               | 7,3                        | 228 / 630 | 49     | Apoio parlamentar (1976-1979) |
| 1976 | Enrico Berlinguer | Senado                  | 2.º                        | 10 640 471                 | 33,6 / 100,0               | 5,7                        | 116 / 315 | 22     | Apoio parlamentar (1976-1979) |
| 1976 | Enrico Berlinguer | Senado                  | 2.º                        | 10 640 471                 | 33,6 / 100,0               | 5,7                        | 116 / 315 | 22     | Oposição (1979)               |
| 1979 | Enrico Berlinguer | Câmara dos Deputados    | 2.º                        | 11 139 231                 | 30,4 / 100,0               | 4,0                        | 201 / 630 | 27     | Oposição                      |
| 1979 | Enrico Berlinguer | Senado                  | 2.º                        | 9 859 004                  | 31,5 / 100,0               | 2,3                        | 109 / 315 | 7      | Oposição                      |
| 1983 | Enrico Berlinguer | Câmara dos Deputados    | 2.º                        | 11 032 318                 | 29,9 / 100,0               | 0,5                        | 198 / 630 | 3      | Oposição                      |
| 1983 | Enrico Berlinguer | Senado                  | 2.º                        | 9 579 699                  | 30,8 / 100,0               | 0,7                        | 107 / 315 | 2      | Oposição                      |
| 1987 | Alessandro Nata   | Câmara dos Deputados    | 2.º                        | 10 254 591                 | 26,6 / 100,0               | 3,3                        | 177 / 630 | 21     | Oposição                      |
| 1987 | Alessandro Nata   | Senado                  | 2.º                        | 9 181 579                  | 28,3 / 100,0               | 2,5                        | 101 / 315 | 6      | Oposição                      |

#### Eleições europeias
| Data | Cabeça de Lista   | Cl. | Votos      | %            | +/- | Deputados | +/- |
| ---- | ----------------- | --- | ---------- | ------------ | --- | --------- | --- |
| 1979 | Enrico Berlinguer | 2.º | 10 361 344 | 29,6 / 100,0 |     | 24 / 81   |     |
| 1984 | Alessandro Natta  | 1.º | 11 714 428 | 33,3 / 100,0 | 3,7 | 27 / 81   | 3   |
| 1989 | Achille Occhetto  | 2.º | 9 598 369  | 27,6 / 100,0 | 5,7 | 22 / 81   | 5   |

## Líderes
Os secretários-gerais (cargo histórico nos partidos comunistas e socialistas, que equivale ao de presidente) do PCI foram:
- Amadeo Bordiga (1921-1924)
- Antonio Gramsci (1924-1926)
- Camilla Ravera (1927–1930)
- Palmiro Togliatti (1930–1934)
- Ruggero Grieco (1934–1938)
- Palmiro Togliatti (1938–1964)
- Luigi Longo (1964-1972)
- Enrico Berlinguer (1972-1984)
- Alessandro Natta (1984-1988)
- Achille Occhetto (1988-1991)

Em dois breves períodos (entre 1972 e 1980; e entre 1989 e 1991), o PCI também teve presidentes. Foram eles:
- Luigi Longo (1972–1980)
- Alessandro Natta (1989–1990)
- Aldo Tortorella (1990–1991)